# Rafael Queiroga
Rafael Guilherme Pereira de Queiroga (Rio de Janeiro, 30 de abril de 1983) é um ator, roteirista, diretor, ex-VJ e comediante brasileiro.

## Biografia
Rafael começou no teatro desde pequeno por influência de seu padrasto Marcio Trigo, ingressando em suas aulas pós escola de teatro. Depois que Marcio deixou a Direção de Artes do colégio, encaminhou Rafael para o teatro O Tablado, onde Queiroga ficou por 7 anos fazendo cursos anuais de improvisação com diversos professores como Cacá Mourthé, Leonardo Bricio, Bernardo Jablonski e chegou a ser nos anos de 2006 e 2007, assistente da professora Bia Junqueira.[carece de fontes?]
Foi em 2007 que Rafael ingressou na televisão com "papéis" definitivos na novela Vidas Opostas, onde começou com uma participação com o papel de Navalha, Rafael gravou um rap para a novela chamado "Kd o Sovaco, Kd o Pavio" e essa canção rendeu a ele o convite para continuar na trama interpretando o irmão gêmeo de "Navalha", "Inhame", que voltaria para vingar sua morte, mas acaba perdendo a cabeça nas mãos de Jackson o "Rei do Torto".
Dois anos depois, Rafael retorna a TV com a novela Chamas da Vida interpretando o grafiteiro Leonardo Frota, o Léo. No fim de 2009, encerra o seu contrato com a Rede Record e começa a trabalhar na MTV como roteirista do programa 15 Minutos, do humorista Marcelo Adnet, onde no ano seguinte entrou como co-apresentador. Seu contrato também incluía as função de roteirista e ator para o programa Comédia MTV, que ganhou prêmio de Melhor Humorístico Televisivo em 2010. Ainda no mesmo programa, ele foi envolvido em uma polêmica com autistas após o seu programa exibir um quadro humorístico relativo aos mesmos, e ele assumiu a responsabilidade pela sketch.
Em 2011, Queiroga assume, juntamente com Gabriel Barros, a função de diretor do programa até o fim do ano, quando se desliga da emissora.
Queiroga é contratado como diretor de publicidade e entretenimento pela produtora ParanoidBr, dos sócios Heitor Dhalia, Tatiana Quintella e Egisto Betti. Já em sua chegada,ele vende em parceria com a produtora o programa Elmiro Miranda Show, para o canal TBS. No programa ele assume as funções de roteirista, diretor e incorpora o personagem título. A série estreou no canal no dia 1º de outubro de 2012.
Namorou por 3 anos a ex-vj da MTV, Marimoon.
É filho do músico Lula Queiroga

## Carreira

### Televisão
| Ano  | Título                                       | Papel/Função                     | Notas                 |
| ---- | -------------------------------------------- | -------------------------------- | --------------------- |
| 2003 | Chocolate com Pimenta                        | Carregador de malas              | Participação          |
| 2006 | Vidas Opostas                                | Marcelino dos Anjos (Inhame)     |                       |
| 2008 | Chamas da Vida                               | Leonardo Frota (Léo)             |                       |
| 2010 | Comédia MTV                                  | Ele Mesmo                        |                       |
| 2012 | Elmiro Miranda Show                          | Elmiro Miranda                   | (2012—2014)           |
| 2013 | Sem Análise                                  | Diretor e Roteirista             |                       |
| 2013 | O Fantástico Mundo de Gregório               | Ele Mesmo                        |                       |
| 2013 | Meu Passado Me Condena                       | Roteirista                       |                       |
| 2014 | Caldeirão do Huck                            | Diretor e Roteirista             |                       |
| 2019 | Shippados                                    | Hélio                            |                       |
| 2020 | Sterblitch Não Tem um Talk Show: o Talk Show | Diretor                          |                       |
| 2024 | Cosme e Damião: Quase Santos                 | Afonso                           | Episódio: "O Defunto" |
| 2024 | Lady Night                                   | Hector Bolígrafo e diretor geral |                       |

Teatro
- 1988 - O Médico à Força.... Filho
- 1992 - Amigos do Trânsito.... Criança
- 1994/95 - O Pequeno Alquimista - Teatro de Bonecos.... Contraregragem
- 1996/97 - O Pequeno Alquimista - Teatro Infantil.... Matias
- 1998/99 - Molecagens do Vovô.... Menino Mau/ Contraregragem
- 1998 - Brilhantina - O Musical.... Eugênio
- 2003/13 - Z.É. Zenas Emprovisadas.... Ele mesmo
- 2007/08 - Valentin.... Herr Franz
- 2012/13 - O Melhor Melhor Show do Mundo.... Direção
- 2014 - Poderoso Castiga.... Direção

Cinema
- 2013 - Meu Passado me Condena.... Cabeça

## Prêmios e indicações
| Ano  | Premiação               | Categoria                           | Trabalho                                     | Resultado |
| ---- | ----------------------- | ----------------------------------- | -------------------------------------------- | --------- |
| 2016 | Prêmio Jovem Brasileiro | Melhor Espetáculo ou Musical        | Use Me                                       | Indicado  |
| 2018 | Prêmio do Humor         | Melhor Peça                         | Sterblitch Não Tem Um Talk Show              | Indicado  |
| 2020 | Prêmio F5               | Melhor Programa feito para pandemia | Sterblitch Não Tem Um Talk Show: o Talk Show | Indicado  |